# Harald Risberg
Harald Risberg, född 15 maj 1917 i Åsen i dåvarande Nord-Trøndelag fylke, Norge, död 15 juli 1996 i Oslo, var en norsk målare.
Risberg studerade vid Konstakademien i Stockholm 1943-1945. Under sin tid i Sverige medverkade han i utställningen Konstnärer i landsflykt 1944. Han har periodvis uppehållit sig i Sverige och ställde ut separat i bland annat Norrköping 1953. Hans konst består av stadsbilder, landskap och dekorativt måleri. Risberg är representerad vid bland annat Örebro läns museum.